# Alexander Wetterhall
Alexander Wetterhall (Gislaved, 12 de abril de 1986) é um ciclista sueco que compete nas modalidades de estrada e montanha, foi campeão da Suécia em contrarrelógio no ano de 2009.
Em montanha obteve uma medalha de bronze no Campeonato Europeu de Ciclismo de Montanha de 2008, na prova de campo através por relevos.

## Palmarés

### Ciclismo de montanha
| Campeonato Europeu | Campeonato Europeu     | Campeonato Europeu | Campeonato Europeu        |
| Ano                | Lugar                  | Medalha            | Competição                |
| ------------------ | ---------------------- | ------------------ | ------------------------- |
| 2008               | St. Wendel ( Alemanha) | Medalha de bronze  | Campo através por relevos |

### Ciclismo em estrada
2009
- Campeonato da Suécia Contrarrelógio

2010
- FBD Insurance Rás
- 1 etapa do Ringerike G. P.

2011
- 3.º no Campeonato da Suécia Contrarrelógio

2012
- 3.º no Campeonato da Suécia Contrarrelógio

2013
- Tour de Drenthe

2014
- 2.º no Campeonato da Suécia Contrarrelógio
- 2.º no Campeonato da Suécia em Estrada

2015
- 2.º no Campeonato da Suécia Contrarrelógio

2016
- Campeonato da Suécia Contrarrelógio

2017
- 2.º no Campeonato da Suécia Contrarrelógio
- 3.º no Campeonato da Suécia em Estrada

## Equipas
- Cyclesport.se (2009)
- Team Sprocket (2010)
- Endura Racing (2011-2012)
- Team NetApp-Endura (2013)
- Firefighters-Uppsala (2014)
- Tre Berg (2015-2017)
  - Tre Berg-Bianchi (2015-2016)
  - Tre Berg-Postnord (2017)